# Arothron meleagris
Il pesce palla faraona (Arothron meleagris Lacepède, 1798) è un pesce del genere Arothron della famiglia dei Tetraodontidae.

## Descrizione
Raggiunge i 50 cm di lunghezza. Lo si può trovare in due varianti di differente colore.

## Habitat e distribuzione
È diffuso nell'Oceano Pacifico e nell'Oceano Indiano. Lo si ritrova occasionalmente nel commercio di pesci da acquario.